# Liste der Baudenkmäler in Terenten
Die Liste der Baudenkmäler in Terenten (italienisch Terento) enthält die 26 als Baudenkmäler ausgewiesenen Objekte auf dem Gebiet der Gemeinde Terenten in Südtirol.
Basis ist das im Internet einsehbare offizielle Verzeichnis der Baudenkmäler in Südtirol. Dabei kann es sich beispielsweise um Sakralbauten, Wohnhäuser, Bauernhöfe und Adelsansitze handeln. Die Reihenfolge in dieser Liste orientiert sich an der Bezeichnung, alternativ ist sie auch nach der Adresse oder dem Datum der Unterschutzstellung sortierbar.

## Liste
| Foto |                 | Bezeichnung                                                                   | Standort                     | Eintragung                   | Beschreibung | Metadaten                                         |
| ---- | --------------- | ----------------------------------------------------------------------------- | ---------------------------- | ---------------------------- | --- | ------------------------------------------------- |
| BW   | Datei hochladen | Aschburg ID: 17522                                                            | 46° 49′ 10″ N, 11° 46′ 38″ O | 24. Juli 1950 (MD)           | Burgruine | KG: Terenten Grundparzelle: 433                   |
| ja   | Datei hochladen | Englstöckl am Hohenbichl ID: 17521                                            | 46° 49′ 55″ N, 11° 45′ 20″ O | 13. März 1989 (BLR-LAB 1507) | Bildstock | KG: Terenten Bauparzelle: 337                     |
| ja   | Datei hochladen | Falken in Margen ID: 17516                                                    | 46° 50′ 8″ N, 11° 45′ 25″ O  | 16. Sep. 1986 (BLR-LAB 5107) | Ländliches Wohnhaus/Bauernhof | KG: Terenten Bauparzelle: 224                     |
| ja   | Datei hochladen | Josl am Bichl mit Kasten ID: 17497                                            | 46° 49′ 30″ N, 11° 48′ 29″ O | 16. Sep. 1986 (BLR-LAB 5107) | Zweigeschossiges Ländliches Wohnhaus/Bauernhof mit hölzernem Dachgeschoss. Jahreszahl 1609. | KG: Pichlern Bauparzelle: 12, 81                  |
| ja   | Datei hochladen | Kapelle beim Mair am Graben ID: 17510                                         | 46° 49′ 51″ N, 11° 47′ 29″ O | 16. Sep. 1986 (BLR-LAB 5107) | Kapelle um 1700 erbaut. Einfacher Bau mit Tonnen und Kreuzgratgewölbe | KG: Terenten Bauparzelle: 119                     |
| ja   | Datei hochladen | Kornkasten beim Brunner ID: 17512                                             | 46° 49′ 30″ N, 11° 45′ 30″ O | 16. Sep. 1986 (BLR-LAB 5107) | Kornkasten | KG: Terenten Bauparzelle: 169/2                   |
| ja   | Datei hochladen | Kornkasten beim Huber an der Ast ID: 17509                                    | 46° 49′ 50″ N, 11° 47′ 19″ O | 16. Sep. 1986 (BLR-LAB 5107) | Zweigeschossiger Kornkasten mit verbrettertem Holzgiebel. An der Giebelfassade Fresken (St. Martin, Georg). Traufseitig angebauter Backofen mit Vorgewölbe (Tonne und Pultdach).                                          | KG: Terenten Bauparzelle: 118                     |
| BW   | Datei hochladen | Kornkasten beim Mair in Pein ID: 17513                                        | 46° 49′ 25″ N, 11° 45′ 28″ O | 16. Sep. 1986 (BLR-LAB 5107) | Kornkasten | KG: Terenten Bauparzelle: 170                     |
| BW   | Datei hochladen | Kornkasten beim Pristaller ID: 17504                                          | 46° 49′ 11″ N, 11° 45′ 57″ O | 16. Sep. 1986 (BLR-LAB 5107) | Eingeschossiger Kornkasten mit offenem Giebel, Eckquadern aus Granit, Flachbogentür mit Putzrahmung und Eselsrückenholm, das restliche Mauerwerk nur dürftig verputzt. Vorgebauter kleiner Backofen mit Satteldach.       | KG: Terenten Bauparzelle: 48                      |
| ja   | Datei hochladen | Kornkasten und Kapelle beim Kuen ID: 17499                                    | 46° 49′ 40″ N, 11° 48′ 45″ O | 16. Sep. 1986 (BLR-LAB 5107) | Kornkasten | KG: Pichlern Bauparzelle: 21/3 Grundparzelle: 376 |
| ja   | Datei hochladen | Kornkasten und Kapelle beim Oberleitner ID: 17511                             | 46° 49′ 59″ N, 11° 46′ 43″ O | 16. Sep. 1986 (BLR-LAB 5107) | Kornkasten und Kapelle | KG: Terenten Bauparzelle: 129                     |
| BW   | Datei hochladen | Kornkasten und Schupfe beim Forchner ID: 17514                                | 46° 49′ 32″ N, 11° 44′ 49″ O | 16. Sep. 1986 (BLR-LAB 5107) | Kornkasten | KG: Terenten Bauparzelle: 188                     |
| ja   | Datei hochladen | Kornkasten und Zubau beim Tötscher ID: 17507                                  | 46° 50′ 17″ N, 11° 47′ 45″ O | 16. Sep. 1986 (BLR-LAB 5107) | Kornkasten | KG: Terenten Bauparzelle: 75                      |
| ja   | Datei hochladen | Mair am Gruben mit Kapelle ID: 17498                                          | 46° 49′ 20″ N, 11° 48′ 38″ O | 16. Sep. 1986 (BLR-LAB 5107) | Ländliches Wohnhaus/Bauernhof | KG: Pichlern Bauparzelle: 14                      |
| ja   | Datei hochladen | Mühle beim Oberjakober ID: 17519                                              | 46° 50′ 33″ N, 11° 46′ 27″ O | 16. Sep. 1986 (BLR-LAB 5107) | Mühle | KG: Terenten Bauparzelle: 286                     |
| ja   | Datei hochladen | Mühle, Kornkasten und Backofen beim Alpegger ID: 17506                        | 46° 50′ 17″ N, 11° 47′ 37″ O | 16. Sep. 1986 (BLR-LAB 5107) | Mühle etwas östlich am Winnebach 46° 50′ 16,6″ N, 11° 47′ 41,4″ O, | KG: Terenten Bauparzelle: 334, 74, 78             |
| ja   | Datei hochladen | Mühlen am Winnebach ID: 17508                                                 | 46° 50′ 23″ N, 11° 47′ 42″ O | 16. Sep. 1986 (BLR-LAB 5107) | Die Koordinaten links beziehen sich auf die oberste der 3 Mühlen (Tötscher-Mühle); Mühle auf Bp. 83 befindet sich auf 46° 49′ 59,7″ N, 11° 47′ 38,1″ O, Mühle auf Bp. 84 befindet sich auf 46° 49′ 57,4″ N, 11° 47′ 39″ O | KG: Terenten Bauparzelle: 302, 303, 83, 84        |
| ja   | Datei hochladen | Pfarrkirche St. Georg mit Friedhofskapelle Heiligkreuz und Friedhof ID: 17500 | 46° 49′ 43″ N, 11° 46′ 32″ O | 16. Sep. 1986 (BLR-LAB 5107) | Kirche | KG: Terenten Bauparzelle: 1, 2 Grundparzelle: 1   |
| ja   | Datei hochladen | Pichlhaus ID: 17501                                                           | 46° 49′ 50″ N, 11° 46′ 35″ O | 16. Sep. 1986 (BLR-LAB 5107) | Ländliches Wohnhaus/Bauernhof | KG: Terenten Bauparzelle: 22                      |
| BW   | Datei hochladen | Schneiderhäusl in Pein ID: 17517                                              | 46° 50′ 11″ N, 11° 45′ 25″ O | 16. Sep. 1986 (BLR-LAB 5107) | Ländliches Wohnhaus/Bauernhof | KG: Terenten Bauparzelle: 227                     |
| ja   | Datei hochladen | St. Margareth in Margen ID: 17515                                             | 46° 50′ 7″ N, 11° 45′ 29″ O  | 16. Sep. 1986 (BLR-LAB 5107) | Kirche | KG: Terenten Bauparzelle: 221                     |
| ja   | Datei hochladen | St. Zeno in Pein ID: 17503                                                    | 46° 49′ 26″ N, 11° 46′ 13″ O | 16. Sep. 1986 (BLR-LAB 5107) | Kirche | KG: Terenten Bauparzelle: 46                      |
| ja   | Datei hochladen | Stockner ID: 17502                                                            | 46° 49′ 36″ N, 11° 46′ 22″ O | 16. Sep. 1986 (BLR-LAB 5107) | Ländliches Wohnhaus/Bauernhof | KG: Terenten Bauparzelle: 35                      |
| ja   | Datei hochladen | Unterpertinger mit Kornkasten ID: 17505                                       | 46° 49′ 57″ N, 11° 48′ 21″ O | 16. Sep. 1986 (BLR-LAB 5107) | Ländliches Wohnhaus/Bauernhof | KG: Terenten Bauparzelle: 65                      |
| ja   | Datei hochladen | Zwei Kornkästen beim Gasser in Margen ID: 17518                               | 46° 50′ 12″ N, 11° 45′ 24″ O | 16. Sep. 1986 (BLR-LAB 5107) | Kornkasten | KG: Terenten Bauparzelle: 228, 229                |
| ja   | Datei hochladen | Zwei Mühlen im Terner Tal ID: 17520                                           | 46° 50′ 29″ N, 11° 46′ 28″ O | 16. Sep. 1986 (BLR-LAB 5107) | Gassner-Mühle und etwas oberhalb Hansleitner-Mühle; die Koordinaten links beziehen sich auf die Gassner-Mühle, die Hansleitner-Mühle befindet sich auf 46° 50′ 32,1″ N, 11° 46′ 27,4″ O.                                  | KG: Terenten Bauparzelle: 287, 288                |

Falls bei einem Baudenkmal keine Koordinaten bekannt sind, werden ersatzweise die Katasterdaten zum Zeitpunkt der Unterschutzstellung angegeben. Diese sind weder offiziell noch zwingend aktuell.
Die vom Landesdenkmalamt übernommenen Adressen können veraltet sein.
| Foto:   | Fotografie des Denkmals. Klicken des Fotos erzeugt eine vergrößerte Ansicht. Daneben finden sich zwei Symbole: |
| ID      | Identifikator beim Südtiroler Landesdenkmalamt                                                                 |
| KG      | Katastralgemeinde                                                                                              |
| MD      | Ministerialdekret                                                                                              |
| BLR-LAB | Beschluss der Landesregierung – Landesausschussbeschluss                                                       |